# 紫花重瓣木槿
紫花重瓣木槿（学名：Hibiscus syriacus f. violaceus）为锦葵科木槿属木槿下的一个变型。分布于中国大陆的云南、贵州、四川、西藏等地，目前尚未由人工引种栽培。 

## 扩展阅读
- 維基物種上的相關：紫花重瓣木槿